# Conca Casale
Conca Casale è un comune italiano di 161 abitanti della provincia di Isernia in Molise.

## Geografia fisica

### Territorio
È situato in una conca alle pendici del Monte Santa Croce (1026 m s.l.m.) e circondato da altri monti. Si trova a 11 km da Venafro e gode di un clima gradevole e fresco.
Fino al 1811 fu frazione di Venafro, poi frazione di Pozzilli fino al 1911.

## Società
Il paese sta subendo un drastico calo demografico inarrestabile ormai da decenni così come avviene per molti altri piccoli paesi di montagna. Ciò ha comportato una diminuzione dei servizi a favore della popolazione che si rivolge al vicino comune di Venafro. In estate molti emigrati ritornano nel loro paese natio in occasione soprattutto della festa del santo patrono Sant'Antonio di Padova.

### Evoluzione demografica
Abitanti censiti

## Cultura

### Cucina
- Signora di Conca Casale, salume tipico.

## Amministrazione
| Periodo           | Periodo           | Primo cittadino            | Partito              | Carica                  | Note |
| ----------------- | ----------------- | -------------------------- | -------------------- | ----------------------- | ---- |
| 23 aprile 1995    | 13 giugno 1999    | Angela Felicia Bucci       | lista civica         | sindaco                 |      |
| 13 giugno 1999    | 13 giugno 2004    | Ferdinando Antonio Pacitto | lista civica         | sindaco                 |      |
| 13 giugno 2004    | 10 maggio 2005    | Pietro Brunetti            | lista civica         | sindaco                 |      |
| 10 maggio 2005    | 29 maggio 2006    |                            |                      | Commissario prefettizio |      |
| 29 maggio 2006    | 22 dicembre 2010  | Pietro Brunetti            | lista civica         | sindaco                 |      |
| 22 dicembre 2010  | 16 maggio 2011    |                            |                      | Commissario prefettizio |      |
| 26 maggio 2011    | 1º agosto 2019    | Luciano Bucci              | SiAmo Conca Casale   | sindaco                 |      |
| 23 agosto 2019    | 22 settembre 2020 | Stefano Conti              |                      | Commissario prefettizio |      |
| 22 settembre 2020 | in carica         | Riccardo Prete             | Conca Casale riparte | sindaco                 |      |

## Sport
Lo sport principale del paese è il calcio. La squadra locale è l'S.S.Conca Casale che milita nel campionato di Prima Categoria, girone A molisano.